# Fäsjön (Dalskogs socken, Dalsland)
Fäsjön är en sjö i Melleruds kommun i Dalsland och ingår i Göta älvs huvudavrinningsområde. Sjön är 12,5 meter djup, har en yta på 0,0375 kvadratkilometer och är belägen 162 meter över havet.